# Koforidua
Koforidua – miasto i stolica Regionu Wschodniego w Ghanie, pełni rolę centrum handlowego regionu. Populacja w roku 2010 wynosiła 122,3 tys. mieszkańców i było wtedy dziesiątym co do wielkości miastem w kraju. Miasto założone w roku 1875 przez uchodźców Aszanti. W pobliżu miasta zbudowana jest zapora i elektrownia na rzece Wolta, tworząca Jezioro Wolta, które jest największym sztucznym zbiornikiem na świecie.
Koforidua jest jednym z najstarszych ośrodków produkcji kakao w kraju. Wraz z ukończeniem w 1923 roku linii kolejowej między Akrą i Kumasi stało się ważnym węzłem drogowym i kolejowym.